# Carlos Sánchez García
Carlos Sánchez García (Madrid, 18 de gener de 1978) és un futbolista que actua com a porter. Va formar-se al planter del Reial Madrid i fou membre del primer equip, on va guanyar diversos títols. Malgrat això, va marxar a la Segona divisió per a disputar més partits. Actualment juga per al CE Castelló, amb el qual va guanyar el Trofeu Zamora de Segona divisió a la temporada 2007/08.

## Palmarés
- 1 Lliga de Campions: 2001/02 amb el Reial Madrid.
- 1 Copa Intercontinental: 2002 amb el Reial Madrid.
- 1 Supercopa d'Europa: 2002 amb el Reial Madrid.
- 1 Lliga: 2002/03 amb el Reial Madrid.
- 1 Supercopa d'Espanya: 2003 amb el Reial Madrid.
- 1 Trofeu Zamora de Segona divisió: 2007/08 amb el CE Castelló.

### Altres mèrits
- 1 Campionat de Segona divisió B Grup III: 2001/02 amb el Reial Madrid B.